# Хофье

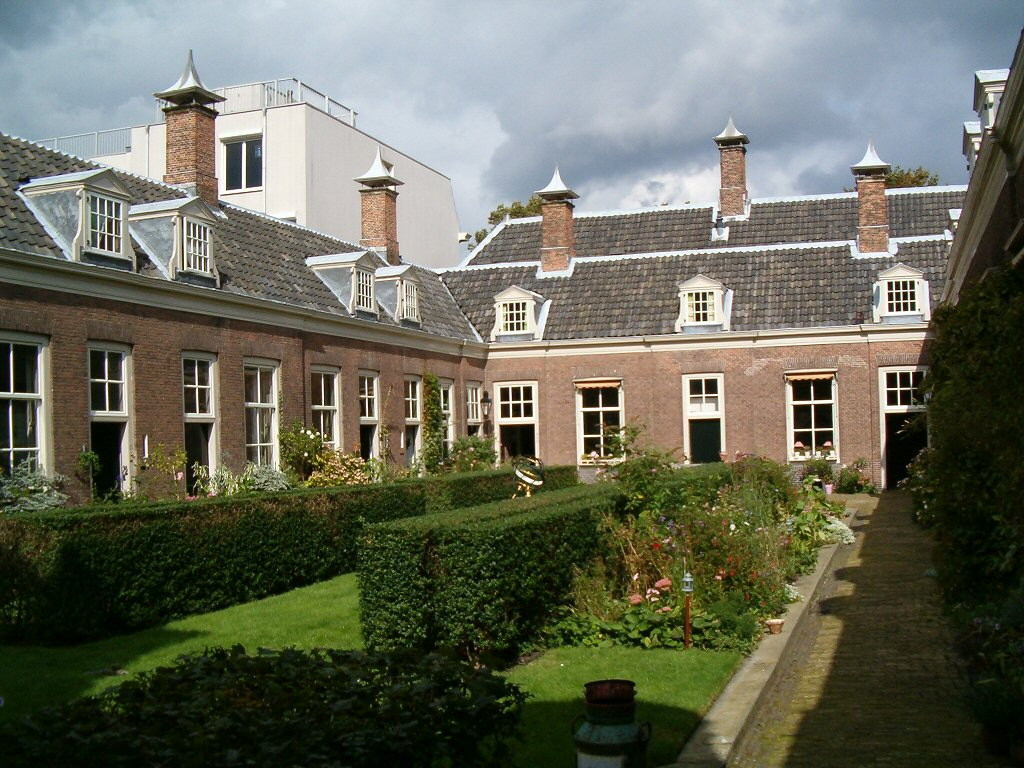
Хофье Ноблета (Hofje van Noblet) в Харлеме

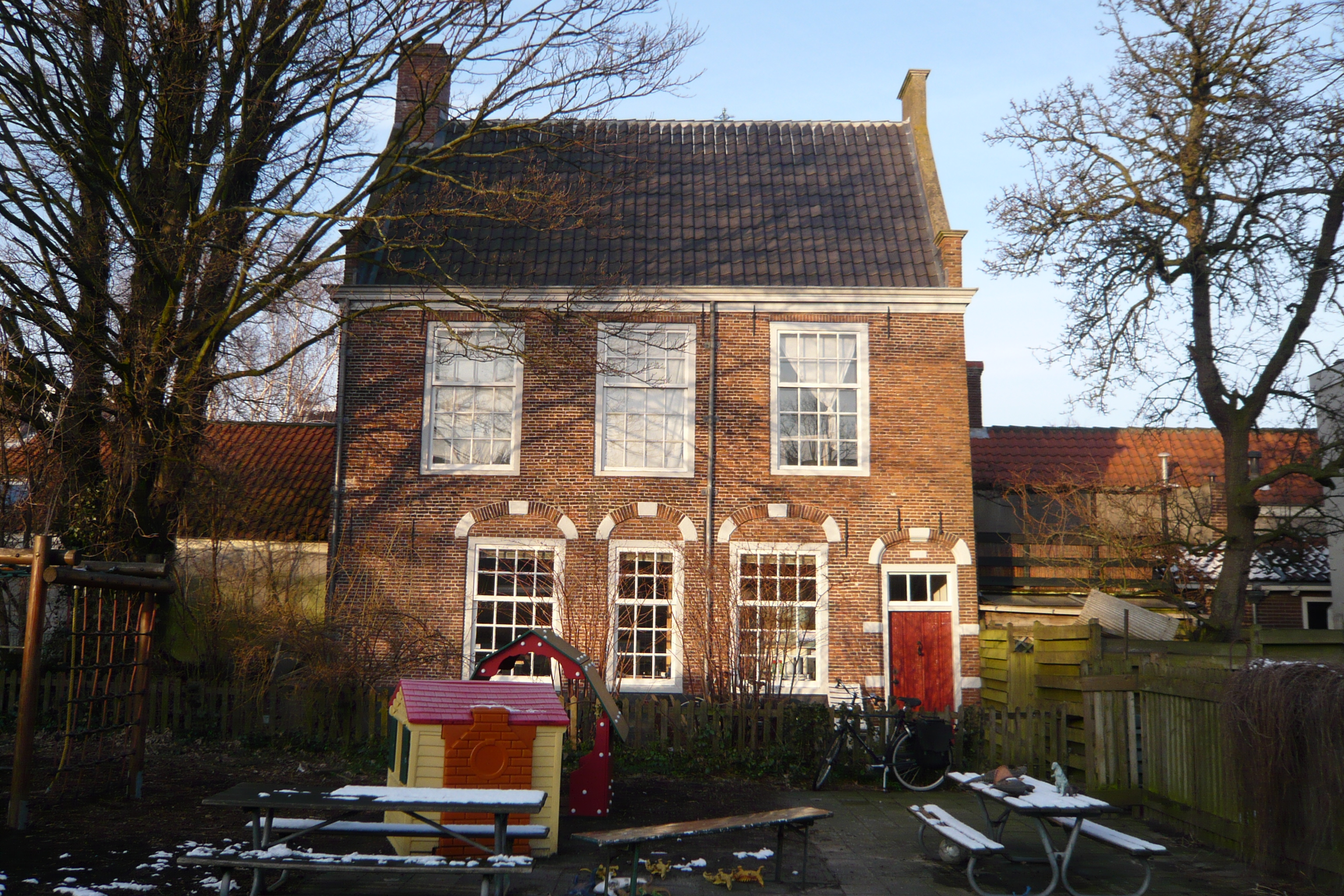
Командсхоф (Coomanshof) в Харлеме

Хофье (букв. дворик; нидерл. Hofje) — поселение-община для бедных пожилых людей, своего рода богадельня в Нидерландах. Типичный хофье представляет собой архитектурный ансамбль, состоящий из небольших домиков, окружающих внутренний двор. Самый большой из нидерландских хофье, хофье Ниукопа (нидерл. Hofje van Nieuwkoop) в Гааге, состоял из шестидесяти домиков. Со внешним миром хофье сообщался одними или двумя воротами, которые обычно запирались на ночь. Архитектурный ансамбль хофье очень близок к бегинажам.
Предназначенные для бедных людей хофье появились в Нидерландах в XIV веке. Самым старым сохранившимся до наших дней хофье считается Бакенессеркамер (нидерл. Bakenesserkamer) в Харлеме, основанный в 1395 году.
В отличие от различных видов богаделен (нидерл. Godshuis, нидерл. Oudemannehuis, нидерл. Proveniershuis), содержавшихся церковными или муниципальными властями, большинство хофье создавалось и содержалось на средства частных благотворителей. Как правило, основатель выделял деньги на создание хофье в своём завещании, поэтому многие хофье де-факто были созданы уже после смерти своих основателей. Содержание хофье было обязанностью попечителей, которых называли регентами (нидерл. regenten). Обычно попечительский совет хофье состоял из четырёх регентов. Первые регенты назначались основателем хофье. В случае смерти одного из регентов, оставшиеся назначали нового. Во многих хофье имелось специальное помещение для мероприятий совета попечителей, так называемая комната регентов (нидерл. regentenkamer).
Большинство хофье были предназначены только для одиноких старых женщин (вдов и «старых дев»), хотя существовали также хофье для старых семейных пар и мужчин. Минимальный возраст жителей варьировался в разных хофье от сорока до семидесяти лет. Жителями хофье могли стать только люди с безупречной репутацией, кроме того были и другие ограничения. Большинство хофье принимали только людей определённой религиозной принадлежности (например только кальвинистов, лютеран, баптистов) и представителей определённых социальных групп (например, представителей отдельных профессий).
Жители хофье не платили за жильё, но в остальном они должны были сами обеспечивать себя. Регенты регулярно делали жителям хофье  подарки (еду, одежду и/или деньги), но для выживания одних этих подарков было недостаточно. Таким образом, нищим проживание в хофье было не по карману.
Домики в хофье состояли, как правило, из одной небольшой комнаты, которая также служила и кухней, кладовки для дров и/или торфа и чердака. Домики не имели отдельных уборных, вместо них были общие латрины для всего хофье.
До наших дней в Нидерландах сохранилось примерно сто пятьдесят хофье, некоторые из которых и сейчас используются как социальное жильё. Многие хофье относятся к XVII—XVIII векам. Особенно известны хофье Харлема (здесь их около двадцати) и Гааги.